# 萬朝報
『萬朝報』（よろずちょうほう）は、かつて存在した日本の日刊新聞。紙名は「よろず重宝」の洒落から来ている。万朝報と新字体で表記されることもある。

## 沿革
1892年（明治25年）11月1日、主筆を務めていた『都新聞』を辞した黒岩涙香の手により、東京で創刊される。1893年に山田藤吉郎の経営していた『絵入自由新聞』（1882年9月創刊）と合併し、以後は黒岩が編集を、山田が経営実務を担当した。
発行所名は「朝報社」であり、学術論文にすら見られる「萬朝報社」という誤記は、紙名からくる間違いである。

日本におけるゴシップ報道の先駆者として知られ、権力者のスキャンダルについて執拗に追及。「蓄妾実例」といったプライバシーを暴露する醜聞記事で売り出した。1898年の7月から3か月近く連載された「蓄妾実例」では天皇・皇族にはさすがに触れなかったものの華族のみならず今なら一般人とみなされるであろう商店主や官吏の妾をも暴露し、妾の実名年齢や妾の父親の実名職業まで記載していた（当時はプライバシーにはそれほどうるさくなく「俺の妾をなぜ載せない」という苦情もあったという）。一時淡紅色の用紙を用いたため「赤新聞」とも呼ばれ権力者たちを大いに震え上がらせた。また第三面に扇情的な社会記事を取り上げた事で「三面記事」の語を生んだ。
「永世無休」を掲げ「一に簡単、二に明瞭、三に痛快」をモットーとし、低価格による販売と黒岩自身による翻案小説の連載（『鉄仮面』『白髪鬼』『幽霊塔』『巌窟王』『噫無情』等々）、家庭欄（百人一首かるたや連珠（五目並べ）を流行らせた）や英文欄の創設等で大衆紙として急速に発展。1899年には禁手のない初期ルールの五目並べの先手必勝法を掲載した。同年に発行部数が東京の新聞中第1位に達した。
1901年（明治34年）、「理想団」を結成。労働問題や女性問題を通じ（「蓄妾実例」にも企画開始時には事実上の一夫多妻制など当時の日本の女性の境遇に対する問題意識がうたわれていた）、社会主義思想から社会改良を謳って日清戦争時の世論形成をリードした。しかしその後、主たる購買者であった労働者層をめぐって『二六新報』と激しい販売競争を展開。日露戦争開戦の折、最初は非戦論を唱えていたものの、世間の流れが開戦に傾くにつれ、社論を主戦論に転じ黒岩自体も主戦論者となった。このため、非戦を固持した内村鑑三、幸徳秋水、堺利彦が退社独立し、1903年に『平民新聞』を創刊した。
また、記者三木愛花により、相撲、将棋の記事にも力を入れ、1908年（明治41年）に掲載開始した「高段名手勝継将棋」は、新聞界初の将棋の棋戦連載だった。1910年前後の万朝報には、中内蝶二、若月紫蘭、沼波瓊音、野上臼川、小野秀雄、石井忠純など東大出の記者が数名おり、その他にも田村松魚、古島一雄、福永挽歌、佐藤緑葉、松居松葉、清水対岳坊、緒方流水（翻訳）、青木金風（小説家）、脇本楽之軒（美術評論）など、他社には類例のない陣営を整えていた。
内村らの退社劇、さらに幸徳事件で幸徳が大逆罪により1911年に死刑に処されたことを機に次第に社業は傾き、1920年の黒岩の死以降は凋落の一途を辿る。関東大震災（大正関東地震）前後には経営者が目まぐるしく代わり存亡の危機となったが、1928年（昭和3年）に就任した専務取締役社長長谷川善治が大日本雄弁会講談社（現・講談社）創業者野間清治の知己を得て、何とか存続できた。
1936年（昭和11年）、長谷川が社長を辞職する。
1940年（昭和15年）10月1日、新聞統制により同じく東京で発行されていた夕刊紙『東京毎夕新聞』に吸収され、紙齢16850号をもって廃刊。『東京毎夕新聞』は大東亜戦争（太平洋戦争・第二次世界大戦）後も発行を続け、昭和30年代には競合の新興紙東京スポーツに対抗してプロレスを大々的に扱っていた。1963年（昭和38年）、『スポーツ毎夕』と改題してスポーツ新聞に転換したが、昭和40年代に入ると東スポとの競争に敗れ、休刊となった。こうして明治中期以来70年以上に及んだ萬朝報の系譜は絶たれることになった。

## 主な人物
- 石川三四郎 - 1901年（明治34年）入社。1903年、平民新聞創刊に参加するため退社。幸徳事件の際、嫌疑不十分とされ釈放を勝ち取った。
- 内村鑑三 - 1897年入社。1898年、東京独立雑誌創刊のため退社するが1903年に復帰。
- 黒岩周六 - 筆名・涙香。創業者。
- 幸徳伝次郎（秋水） - 筆名・秋水。1898年（明治31年）中央新聞より移籍。1903年、平民新聞立ち上げのため退社。その後幸徳事件で刑死した。
- 古島一雄 - 1906年（明治39年）日本新聞より移籍。後に衆院当選6回、貴族院議員。第45・48-51代内閣総理大臣吉田茂の指南役も務め大物政治家となった。
- 堺利彦 - 1899年（明治32年）入社。1903年、平民新聞立ち上げのため退社。幸徳事件の際、その前の赤旗事件で投獄中だったため訴追を免れ、出獄後に東京市会（現・東京都議会）当選1回を果たす。
- 関根金次郎 - 将棋八段・十三世名人、日本将棋連盟初代会長。三木の依頼により棋譜の講評を担当するが、1918年（大正7年）、坂田三吉との六番勝負に敗れた責任を取って辞任。
- 高浜清 - 筆名・虚子。1898年入社も母親の病気で実家に戻ったところ解雇となり、帰京後俳句同人誌『ホトトギス』を創刊し主宰。1908年から國民新聞文芸部長として俳句を担当、その後合資会社ホトトギス社創業者。
- 土居市太郎 - 将棋八段・名誉名人。坂田との対局に敗れた関根から引き継いで棋譜の講評を担当。
- 長谷川善治 - 1928年（昭和3年）専務取締役社長。講談社創業者野間清治と親交を深め、会社を大東亜戦争直前まで存続させることに成功。
- 福田友作 - 1893年頃入社。ミシガン大学の学友だった景山英子と結婚するが、脳梅毒を患い発狂して36歳で早世した。
- 三木貞一 - 筆名・愛花。1893年入社。大角力・将棋記者として新聞への棋譜の掲載や現代棋戦の体系確立に貢献。1923年（大正12年）退社して逗子開成中学校講師。
- 山県五十雄 - 英文欄主筆。1898年、東京独立雑誌創刊の際内村に付いて退社。後に朝鮮に渡り現地初の英字紙ザ・ソウル・プレス（英語版）を創刊。帰朝後英字紙『ヘラルド-オブ-エイシア』主筆。
- 湯朝竹山人 - 1897年頃入社。俚謡正調選者、小唄研究家として活躍。
- 弓館芳夫 - 筆名・小鰐。1905年（明治38年）入社。1918年東京日日新聞に移籍し運動部長、毎日テニス選手権を創始した。